# 長野凌大
長野 凌大（ながの りょうた、2003年7月16日 - ）は、日本のアイドル、俳優。ボーカルダンスグループ「原因は自分にある。」のメンバー。静岡県出生、東京都出身。スターダストプロモーション制作3部所属。

## 略歴
弟である長野蒼大と同時にスカウトされるが、サッカーを理由にスカウトを断る。
先に所属を決めた弟の初ステージを観覧し「自分もやりたい」という気持ちが芽生え面接を受け、スターダストプロモーションに所属。
EBiDAN加入後、ダンスボーカルユニットBATTLE BOYS及びBATTLE STREETとして活動し、現在は原因は自分にある。のメンバーとして活動している。

## 人物
趣味:レコード収集、ラジオを聞く、カメラ、映画鑑賞。
特技:サッカー、ダンス、ゲーム
3人兄弟の長男。三男は同じ事務所に所属する長野蒼大。

## 出演

### テレビドラマ
- コールドケース〜真実の扉〜  第5話（2016年、WOWOW）
- 花のち晴れ〜花男 Next Season〜   （2018年4月17日 - 6月26日、TBS） - C5・栄美杉丸 （幼少期）役
- にじいろカルテ 第8話（2021年3月11日、テレビ朝日） - 蒼山太陽（高校時代） 役
- みなと商事コインランドリー 第7話（2022年8月18日、テレビ東京） - 旭颯太 役
- 機捜235×強行犯係 樋口顕 第1話・最終話（2023年1月27日・3月10日、テレビ東京） - 田所大地 役
- 沼オトコと沼落ちオンナのmidnight call 〜寝不足の原因は自分にある。〜 第3話「お話し沼」（2023年9月14日、テレビ東京） - 主演・阿部樹 役[5][6]
- シークレット同盟（2024年4月5日 - 6月21日、読売テレビ） - 東條律子 役[7]
- おとなりコンプレックス（2025年2月21日 - 3月14日、フジテレビ） - 岡崎智之 役[8]

### ラジオ
- 空人凌大のラジオの原因。(2022年7月3日 -  、ラジオ日本)
- みっくすっ。～長野凌大のKid World～(2025年7月1日- 、ABCラジオ)

### バラエティ
- おはスタ「デュエマでおはとも1000人できるかな?」（2017年、テレビ東京）

### テレビ番組
- みんなでエール 青春応援（2020年11月14日、NHK Eテレ） - ナレーション

### ネット配信
- QJWebカメラ部（毎週木曜日、2021年11月4日 - 、 QJWeb）

### 舞台
- 劇☆男 第6回公演「birth」（2015年12月）
- FAKE MOTION 2022 SMR LIVE SHOW（2022年10月12日 - 13日、かつしかシンフォニーヒルズ） - 最上光義 役[9][注 1]
- 爆走おとな小学生 朗読劇「カラフル」（2022年10月29日、東京ドームシティ シアターGロッソ） - ぼく 役
- クリエイティブユニット「ソフトボイルド」
  - 戦国送球〜バトルボールズ〜大阪冬の陣（2023年3月29日 - 4月2日、シアター1010） - 真田勇気 役
- いいね!光源氏くん（2023年8月12日 - 19日、三越劇場） - カイン 役（小野寺晃良とWキャスト）[11]

### CM
- 日本コカ・コーラ「アクエリアス」自然と遊ぼう篇〈ALL媒体・WEB〉（2015年10月1日 - 2016年10月2日）

### ミュージックビデオ
- マカロニえんぴつ「レモンパイ」   （2018年）[12]